# Plaggio
Os Plaggio são um grupo musical de rock alternativo do Porto. Nasceram em 2005 a partir de um grupo de amigos. A banda é composta por Eduardo Marques (voz), Tiago Grilo (voz e cavaquinho), Orlando Neves (baixo, didjeridoo), Leandro Lopes (guitarra), David Nunes (guitarra), Nelson Silva (teclas e escaleta), João Vasco (bateria).
Tocaram já no festival Rock in Rio Lisboa em de 2008, na Queima das Fitas do Porto de 2008 e na Queima das Fitas de Coimbra de 2009. O seu primeiro álbum, o EP Criança de Bigode, foi lançado em Março de 2009.

## Ligações Externas
Perfil do MySpace